# I Diavoli Neri
I Diavoli Neri è un film italiano del 1913.

## Trama
Carlo Ruisor sospetta a torto che sua moglie Bianca lo tradisce. Convinto che sua figlia Dolly sia in realtà dell'amante la affida ad una carovanza di zingari di passaggio. Quando Bianca gli prova la propria innocenza gli zingari hanno ormai passato il confine e Dolly, ambientatasi nella comunità, fraternizza con Azucena ed Erik, due suoi coetanei.
Quindici anni dopo Dolly ed Erik, ormai cresciuti, si amano. Lei è ora una ballerina, lui un giocoliere che all'occasione la protegge, come quando la salva da un ricco signore cui il capo della comunità voleva venderla. I due ragazzi vogliono vivere liberi e decidono di fuggire dalla carovana assieme ad Azucena, che è di salute cagionevole e che viene spacciata per Dolly quando incontrano Carlo Ruisor, che si è rivolto al capo carovana per riavere indietro la figlia. Azucena, tuttavia, non sa fingere e svela l'inganno. Carlo raggiunge quindi i ragazzi, entrati nella troupe acrobatica "I Diavoli Neri", e convince Dolly a tornare alla vita ricca e agiata della sua casa natale.
Nell'ultimo spettacolo insieme Erik, che non sa rassegnarsi alla perdita del suo amore, si lascia cadere dal trapezio e muore tra le braccia di Dolly.

## Critica
(E. Bernstein, Il Maggese Cinematografico, 10 marzo 1914)
(La Vita Cinematografica, 30 gennaio 1914)